# Канонизация
Канониза́ция (от на гръцки: κανονίζω – регулиране, определяне, узаконяване) – в католическата и православната Църкви е процес на причисляване на някого към лика на светиите.
Причисляването към лика на светиите означава, че Църквата свидетелства за близостта на тези хора до Бога и им се моли, като на свои покровители.

## В православието
В практиката на православната Църква органът, упълномощен да причисли някого към лика на светиите, обикновено е висшият законодателен орган на съответната църква или Светия синод.

## В католицизма
По правилата на католическата църква, процесът на причисляване към лика на светиите обикновено започва пет години след смъртта на човека. Наред с канонизацията се различава и така наречената беатификация — причисляване към лика на блажените. Разграничаването между беатификация и канонизациея се прави през 1642 г. от папа Урбан VIII. Започват да различават два вида (разреда) светии: „блажени“ и „светии в собствен смисъл“. „Блажените“ се почитат само в една област или страна като актът за обявяването им за блажени се нарича беатификация (от лат. Beatus – честит, блажен, и facio – правя някого честит, блажен). „Светиите в собствен смисъл“ се почитат от цялата църква. Актът на тяхното обявяване за светии на цялата църква се нарича канонизация. „Светията в собствен смисъл“ най-напред преминава през степента на „блажен“.